# Stefania scalae
Espèce
Statut de conservation UICN

 LC  : Préoccupation mineure
Stefania scalae est une espèce d'amphibiens de la famille des Hemiphractidae.

## Répartition
Cette espèce est endémique de l'État de Bolívar au Venezuela. Elle se rencontre de 600 à 1 500m m d'altitude de l'Auyan Tepuy.
Sa présence est incertaine au Guyana et au Brésil.

## Étymologie
Son nom d'espèce lui a été donné en référence au lieu de sa découverte, La Escalera.

## Publication originale
- Rivero, 1970 : On the origin, endemism and distribution of the genus Stefania Rivero (Amphibia, Salientia) with a description of a new species from southeastern Venezuela. Boletín Sociedad Venezolana Ciencias Naturales, vol. 28, p. 456–481.